# Carex ypsilandrifolia
Espèce
Classification phylogénétique
Carex ypsilandrifolia est une espèce de plantes du genre Carex et de la famille des Cyperaceae.